# دوري السوبر الأوغندي 2006
دوري السوبر الأوغندي 2006 (بالإنجليزية: 2006 Uganda Super League)‏ هو موسم من دوري السوبر الأوغندي. أشرف على تنظيمه اتحاد أوغندا لكرة القدم، وكان عدد الأندية المشاركة فيه 15، وفاز فيه نادي سلطة أوغندا للدخل.